# متنزه الملك عبد الله (الطائف)
متنزه الملك عبد الله هو متنزه وحديقة عامة يقع على طريق الملك خالد بالطائف غرب المملكة العربية السعودية، ويعد من أهم المعالم السياحية والحضارية في الطائف، افتتح في عام 2013م، وتبلغ مساحته 150 ألف متر مربع. يضم المتنزه العديد من الجلسات المظللة والاستراحات منها العائلية وأخرى مخصصة للشباب على امتداد 53 ألف متر مربع من المسطحات الخضراء. ويوجد فيه حديقتين مائيتين وثلاث نوافير صناعية تم تزويدها بأنظمة إضاءة ليزرية.

## الموقع والمساحة
يقع متنزه الملك عبد الله في شرق محافظة الطائف بمنطقة مكة المكرمة غرب المملكة العربية السعودية. ويمتد على مساحة 150 ألف متر مربع.

## الخدمات
يعد هذا المتنزه مكانا ترفيهيا متكاملا يضم مجموعة متنوعة من الأنشطة التي تناسب العطلات والنزهات العائلية، ويوجد فيه مجموعة متكاملة من الخدمات والمرافق العامة لتخدم العدد الكبير من الأسر من مسجد و6 مجمعات حمامات ومواقف تستوعب أكبر عدد من السيارات، كما يضم المتنزه بحيرتين مائيتين وثلاث نوافير صناعية، ويوجد ساحتان كبيرتان لألعاب الأطفال، وساحة ألعاب رياضية للشباب تحتوي على ملاعب كرة القدم وكرة السلة والكرة الطائرة، وممرات ومضامير لممارسة رياضة المشي والركض. وقد افتتحت فيه دار سينما ضمن فعاليات موسم الطائف 2019، وهي أول دار سينما تفتتح في حديقة على مستوى المملكة.